# Drosera dichrosepala
Drosera dichrosepala är en sileshårsväxtart som beskrevs av Porphir Kiril Nicolai Stepanowitsch Turczaninow. Drosera dichrosepala ingår i släktet sileshår, och familjen sileshårsväxter.
Artens utbredningsområde är:
- Ashmore-Cartieröarna.
- Western Australia.

## Underarter
Arten delas in i följande underarter:
- D. d. dichrosepala
- D. d. enodes

## Bildgalleri

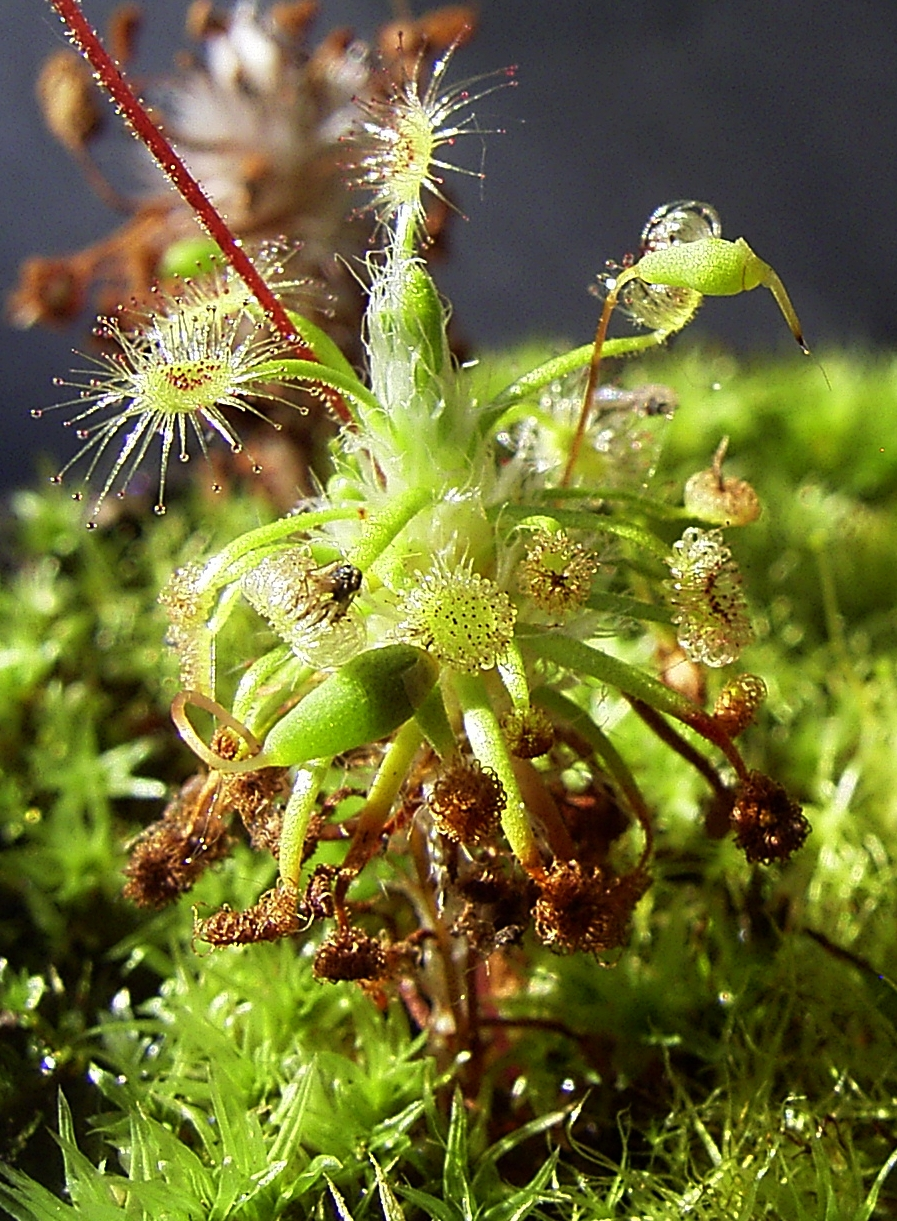
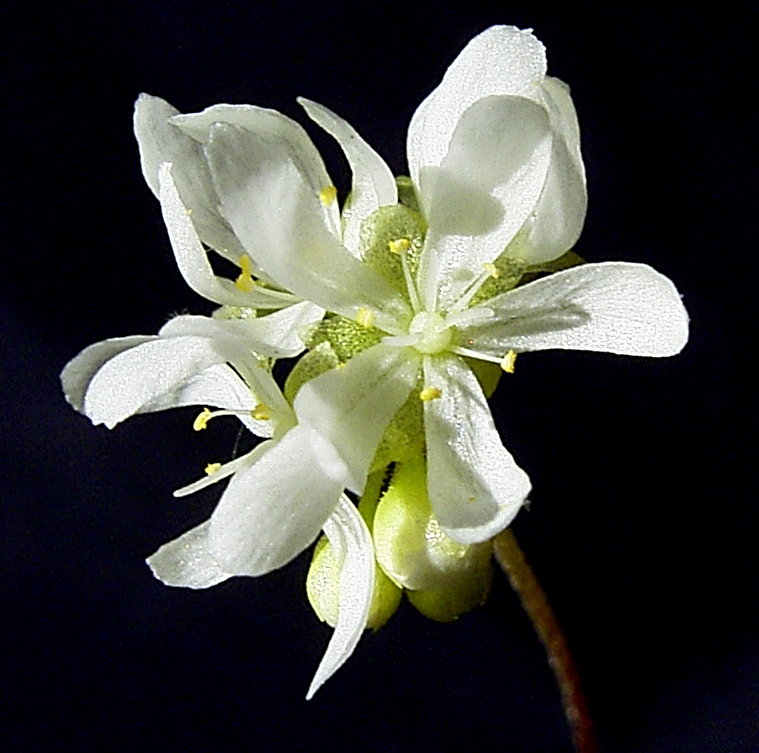
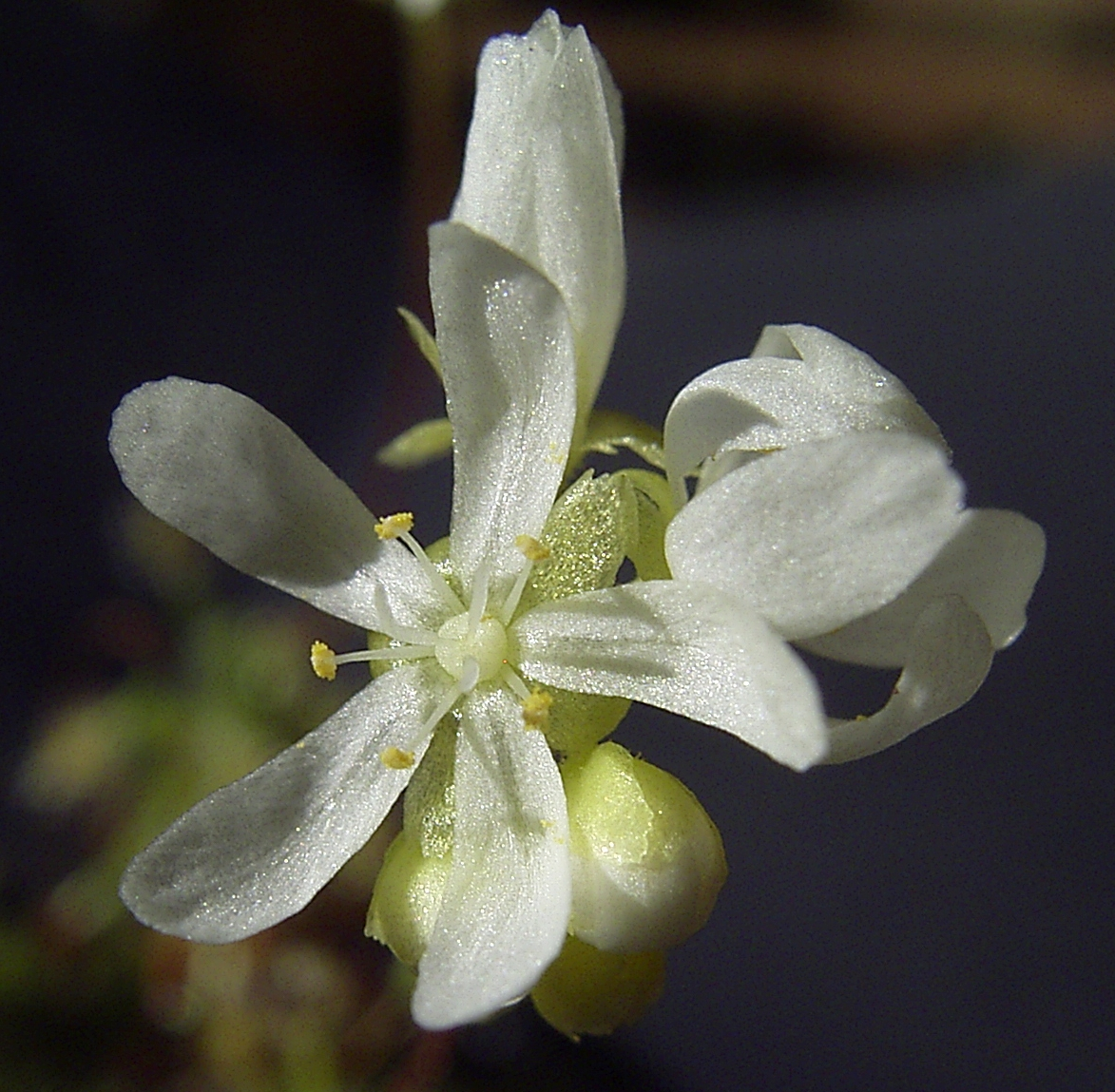
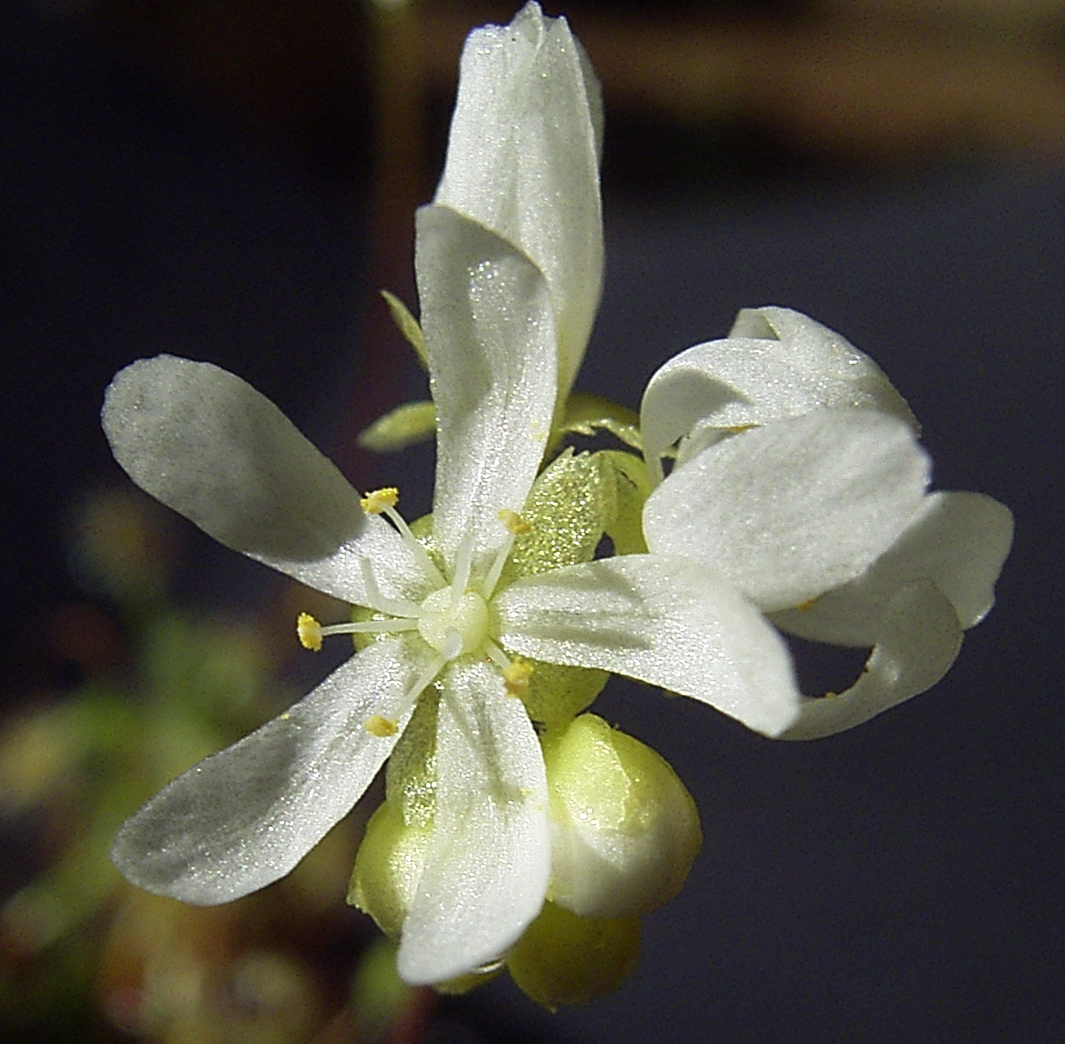